# Pop zvijezde zauvijek (Neda Ukraden)
Pop zvijezde zauvijek naziv je kompilacije hitova od 1982. do 1990. pjevačice Nede Ukraden.

## Popis pjesama
- 1. Došlo doba da se rastajemo

Đorđe Novković – Marina Tucaković – Mato Došen
- 2. Ponoć je

Đorđe Novković – Marina Tucaković – Mato Došen
- 3. Zora je

Đorđe Novković – Marina Tucaković – Mato Došen
- 4. Samo je nebo iznad nas

Đorđe Novković – Zrinko Tutić – Mato Došen
- 5. Sve me na tebe sjeća

Rajko Dujmić – Katarina Naglov Šoškić – Rajko Dujmić
- 6. Crne oči

Slobodan M. Kovačević – Slobodan M. Kovačević – Kornelije Kovač
- 7. Sanjam te

Zrinko Tutić – Zrinko Tutić – Mato Došen
- 8. Dobro došli

Đorđe Novković – Marina Tucaković – Aleksandar Radulović / Lazar Ristovski
- 9. Šumi, šumi, javore

Đorđe Novković – Arsen Dedić – Mato Došen
- 10. Majko, majko

Đorđe Novković – Marina Tucaković – Mato Došen
- 11. Posluži nas srećo

Đorđe Novković – Marina Tucaković – Kornelije Kovač
- 12. Boli, boli

Đorđe Novković – Marina Tucaković / Željko Pavičić – Kornelije Kovač
- 13. To mora da je ljubav

Rajko Dujmić – Konrad Mulvaj – Rajko Dujmić
- 14. Vrati se s kišom

Rajko Dujmić – Mario Mihaljević – Rajko Dujmić
- 15. Ne zovi me u ponoć

Đorđe Novković – Mario Mihaljević – Rajko Dujmić
- 16. Doviđenja, zaboravi me

Rajko Dujmić – Mario Mihaljević / Zrinko Tutić – Rajko Dujmić
- 17. Zašto tvoj telefon šuti

Đorđe Novković – Domenika Vanić – Rajko Dujmić
- 18. Oči tvoje govore

Rajko Dujmić – Jadranka Stojaković – Rajko Dujmić
- 19. Nisam nikom pričala o tebi

Rajko Dujmić – Mario Mihaljević – Rajko Dujmić
- 20. Reci mi gdje sam pogriješila

Đorđe Novković – Željko Pavičić – Rajko Dujmić

## O albumu
Objavljena kompilacija Nede Ukraden za diskografsku kuću Croatia Records donosi 20 dobro poznatih pjesama poput: “Vrati se s kišom”, “Doviđenja, zaboravi me”, “Oči tvoje govore”, “Zašto tvoj telefon šuti”, “Zora je”, “Došlo doba da se rastajemo”, “Ne zovi me u ponoć”, “Reci mi gdje sam pogriješila”, “To mora da je ljubav” te duet s Matom Došenom “Samo je nebo iznad nas”. Sve pjesme na CD-u su u originalnom zapisu.
Zanimljivo je spomenuti da je upravo ova glazbena kompilacija bila ta koja je Nedi omugućila ponovni povratak na hrvatsku glazbenu scenu. Nakon što je zadobila povjerenje hrvatske publike i kritike pjevajući po diskotekama i klubovima te nastupajući na Hrvatskom radijskom festivalu, 2008. godine izdaje kompilaciju hitova Pop zvijezde zauvijek te održava i prvi solistički koncert nakon domovinskog rata u dvorani Vatroslav Lisinski.

## Linkovi
- Album info
- Popis pjesama na Diskografija.hr